# الیمپوس اف‌ئی-۳۱۰
الیمپوس اف‌ئی-۳۱۰ (به انگلیسی: Olympus FE-310) یک دوربین عکاسی ساخت شرکت الیمپوس است.